# Ouro Velho
Ouro Velho là một đô thị thuộc bang Paraíba, Brasil. Đô thị này có diện tích 129,399 km², dân số năm 2007 là 2821 người, mật độ 21,8 người/km².